# Arthur Hoyt
Arthur Hoyt (Georgetown, 19 marzo 1874 – Los Angeles, 4 gennaio 1953) è stato un attore statunitense.

## Biografia
Hoyt fece il suo debutto sulle scene di Broadway nel 1905 nella commedia The Prince Consort, che però fu un fiasco. Nel 1908 interpretò Il diavolo di Ferenc Molnár e poi chiuse con il teatro nel 1911. Arrivò al cinema nel 1914, girando il suo primo film per la Thanhouser Film Corporation.

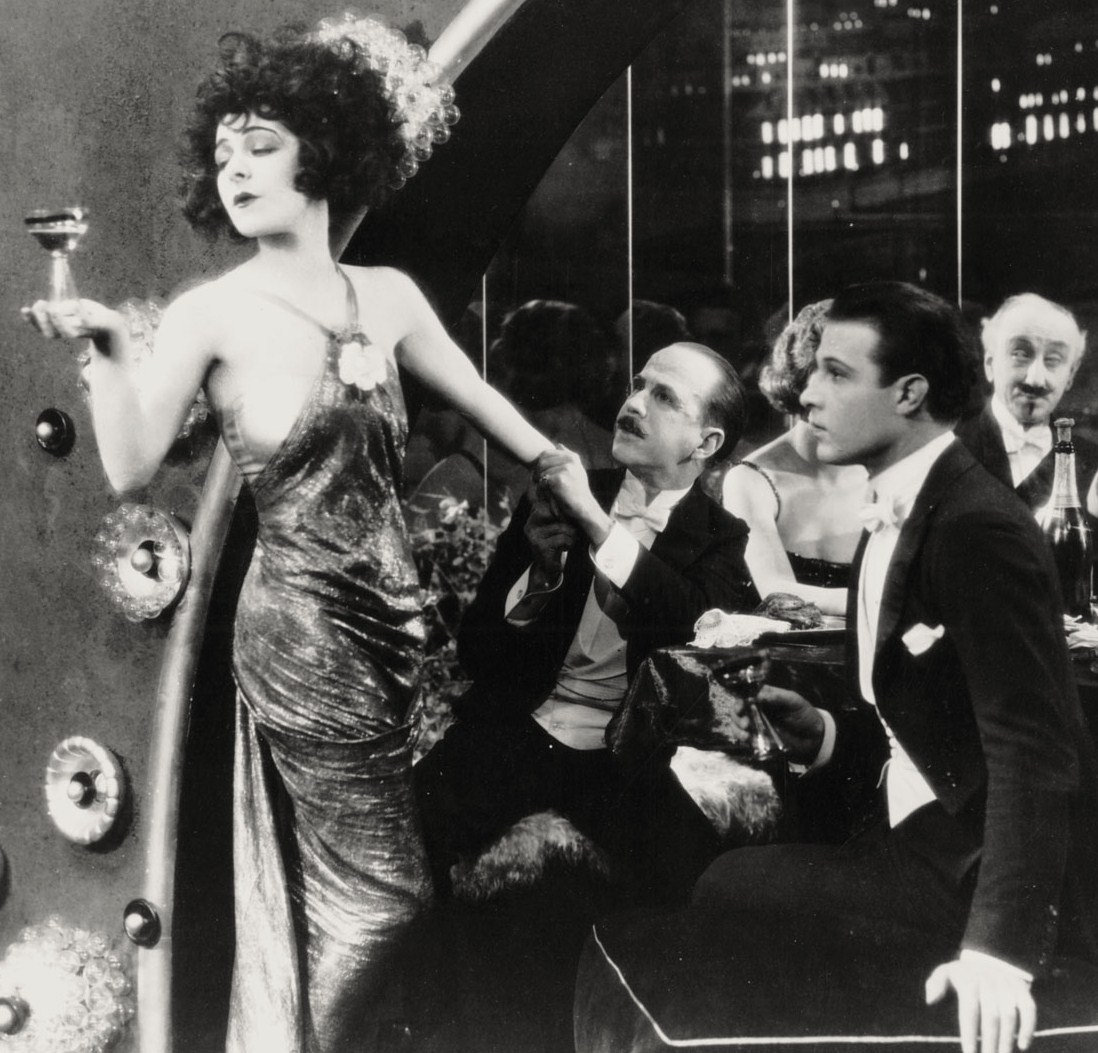
Arthur Hoyt (al centro) con Alla Nazimova e Rodolfo Valentino ne La signora delle camelie (1921)

In seguito interpretò grandi ruoli nel cinema muto come ne I quattro cavalieri dell'Apocalisse (1921) e Il mondo perduto (1925), quest'ultimo diretto dal fratello Harry O. Hoyt.
Con l'avvento del sonoro, ebbe ruoli meno importanti. Durante gli anni quaranta fu uno degli interpreti fissi del regista Preston Sturges, che lo diresse - fra gli altri - nei film I dimenticati (1941) e Ritrovarsi (1942).
Hoyt morì a il 4 gennaio 1953, a 80 anni, al Motion Picture Country Home di Woodland Hills in California. È sepolto nella Cappella dei pini a Los Angeles, California.

## Filmografia parziale

### Attore
- The Scrub Lady (1914)
- The Heart of a Show Girl, regia di William Worthington (1916)
- Trionfa l'amore (Love Never Dies), regia di William Worthington (1916)
- A Stranger from Somewhere, regia di William Worthington (1916)
- The Devil's Bondwoman, regia di Lloyd B. Carleton (1916)
- Little Partner, regia di William Worthington (1916)
- The Man Who Took a Chance, regia di William Worthington (1917)
- Perils of the Secret Service, regia di Hal Mohr, George Bronson Howard, Jack Wells (1917)
- Bringing Home Father, regia di William Worthington (1917)
- The Show Down, regia di Lynn F. Reynolds (Lynn Reynolds) (1917)
- Mr. Opp, regia di Lynn F. Reynolds (1917)
- Unto the End, regia di Harrish Ingraham (1917)
- The Yellow Dog, regia di Colin Campbell (1918)
- Cowardice Court, regia di William C. Dowlan (1919)
- Scherzo tragico (The Grim Game), regia di Irvin Willat (1919)
- The Triflers, regia di Christy Cabanne (1920)
- La ragazza del n. 29 (The Girl in Number 29), regia di John Ford (1920)
- Nurse Marjorie, regia di William Desmond Taylor (1920)
- The Desperate Hero, regia di Wesley Ruggles (1920)
- Trumpet Island, regia di Tom Terriss (1920)
- In the Heart of a Fool, regia di Allan Dwan (1920)
- A Slave of Vanity, regia di Henry Otto (1920)
- I quattro cavalieri dell'Apocalisse (The Four Horsemen of the Apocalypse) (1921)
- Don't Neglect Your Wife, regia di Wallace Worsley (1921)
- La signora delle camelie (Camille), regia di Ray C. Smallwood (1921)
- Red Courage, regia di Reeves Eason (B. Reeves Eason) (1921)
- The Foolish Age, regia di William A. Seiter (1921)
- Too Much Wife, regia di Thomas N. Heffron (1922)
- Is Matrimony a Failure?, regia di James Cruze (1922)
- Kissed, regia di King Baggot (1922)
- Restless Souls, regia di Robert Ensminger (1922)
- The Top of New York, regia di William Desmond Taylor (1922)
- The Understudy, regia di William A. Seiter (1922)
- Love Is an Awful Thing, regia di Victor Heerman (1922)
- Little Wildcat, regia di David Divad (David Smith) (1922)
- The Strangers' Banquet, regia di Marshall Neilan (1922)
- The White Flower, regia di Julia Crawford Ivers (1923)
- Souls for Sale, regia di Rupert Hughes (1923)
- An Old Sweetheart of Mine, regia di Harry Garson (1923)
- The Love Piker, regia di E. Mason Hopper (1923)
- To the Ladies, regia di James Cruze (1923)
- An Old Fashioned Sweetheart of Mine (1923)
- Do It Now
- Daring Youth, regia di William Beaudine (1924)
- When a Man's a Man, regia di Edward F. Cline (1924)
- Bluff , regia di Sam Wood (1924)
- The Dangerous Blonde, regia di Robert F. Hill (1924)
- Her Marriage Vow, regia di Millard Webb (1924)
- Tramonto (Sundown), regia di Harry O. Hoyt e Laurence Trimble (1924)
- Il mondo perduto (The Lost World), regia di Harry O. Hoyt (1925)
- L'uomo del mare (Head Winds), regia di Herbert Blaché (1925)
- The Sporting Venus, regia di Marshall Neilan (1925)
- Private Affairs, regia di Renaud Hoffman (1925)
- Any Woman, regia di Henry King (1925)
- Eve's Lover, regia di Roy Del Ruth (1925)
- La torre dei supplizi (The Coming of Amos), regia di Paul Sloane (1925)
- The Gilded Butterfly, regia di John Griffith Wray (1926)
- The Danger Girl, regia di Edward Dillon (1926)
- Montecarlo, regia di Christy Cabanne (1926)
- The Crown of Lies, regia di Dimitri Buchowetski (1926)
- The Midnight Sun, regia di Dimitri Buchowetzki (1926)
- Eve's Leaves
- Footloose Widows, regia di Roy Del Ruth (1926)
- That Model from Paris, regia di Louis J. Gasnier (1926)
- Up in Mabel's Room, regia di E. Mason Hopper (1926)
- The False Alarm, regia di Frank O'Connor (1926)
- Dangerous Friends, regia di Finis Fox (1926)
- For Wives Only, regia di Victor Heerman (1926)
- La stella del Royal Palace (An Affair of the Follies), regia di Millard Webb (1927)
- Il cavaliere misterioso (The Mysterious Rider), regia di John Waters (1927)
- The Love Thrill, regia di Millard Webb (1927)
- Ah! Che maschietta! (Tillie the Toiler), regia di Hobart Henley (1927)
- Ten Modern Commandments, regia di Dorothy Arzner (1927)
- The Rejuvenation of Aunt Mary, regia di Erle C. Kenton (1927)
- Shanghai Bound, regia di Luther Reed (1927)
- A Texas Steer, regia di Richard Wallace (1927)
- Husbands for Rent, regia di Henry Lehrman (1927)
- The Rush Hour, regia di E. Mason Hopper (1927)[1][2]
- Viaggio di nozze (Just Married), regia di Frank R. Strayer (1928)
- È suonata la libera uscita (Home, James), regia di William Beaudine (1928)
- My Man, regia di Archie Mayo (1928)
- Stolen Kisses, regia di Ray Enright (1929)
- Potenza occulta (Protection), regia di Benjamin Stoloff (1929)
- The Wheel of Life, regia di Victor Schertzinger (1929)
- Papà mio! (Say It with Songs), regia di Lloyd Bacon (1929)
- Her Private Affair
- Le sette chiavi (Seven Keys to Baldpate), regia di Reginald Barker (1929)
- Peacock Alley, regia di Marcel de Sano (1930)
- Seven Days Leave, regia di Richard Wallace (1930)
- Come rubai mia moglie (The Girl Said No), regia di Sam Wood (1930)
- Dumbbells in Ermine, regia di John G. Adolfi (1930)
- Il benemerito spiantato (Night Work), regia di Russell Mack (1930)
- The Boss's Orders, regia di Fred Guiol (1930)
- On Your Back, regia di Guthrie McClintic (1930)
- Extravagance, regia di Phil Rosen (1930)
- The Life of the Party, regia di Roy Del Ruth (1930)
- Along Came Youth, regia di Lloyd Corrigan, Norman Z. McLeod (1930)
- Going Wild, regia di William A. Seiter (1930)
- Codice penale (The Criminal Code), regia di Howard Hawks (1930)
- Hello Napoleon, regia di Harry Edwards - cortometraggio (1931)
- Il diavolo nell'abisso (Devil and the Deep), regia di Marion Gering (1932)
- La follia della metropoli (American Madness), regia di Frank Capra e (non accreditati) Allan Dwan e Roy William Neill (1932)
- Red Haired Alibi, regia di Christy Cabanne (1932)
- The Crusader, regia di Frank R. Strayer (1932)
- 20.000 anni a Sing Sing (20.000 Years in Sing Sing), regia di Michael Curtiz (1932)
- The Impatient Maiden, regia di James Whale (1932)
- Hold Your Temper, regia di Sam White (1933)
- Sfidando la vita (Laughing at Life), regia di Ford Beebe (1933)
- L'idolo delle donne (The Prizefighter and the Lady), regia di W. S. Van Dyke e (non accreditato) Howard Hawks (1933)
- His Private Secretary, regia di Phil Whitman (1933)
- Lo scandalo dei miliardi (Billion Dollar Scandal), regia di Harry Joe Brown (1933)
- La carne e l'anima (Society Doctor), regia di George B. Seitz (1935)
- Al di là delle tenebre (Magnificent Obsession), regia di John M. Stahl (1935)
- L'ultima partita (Fifteen Maiden Lane), regia di Allan Dwan (1936, non accreditato)
- Hard to Get, regia di Ray Enright (1938)

### Regista
- High Stakes (1918)